# 獵場看守

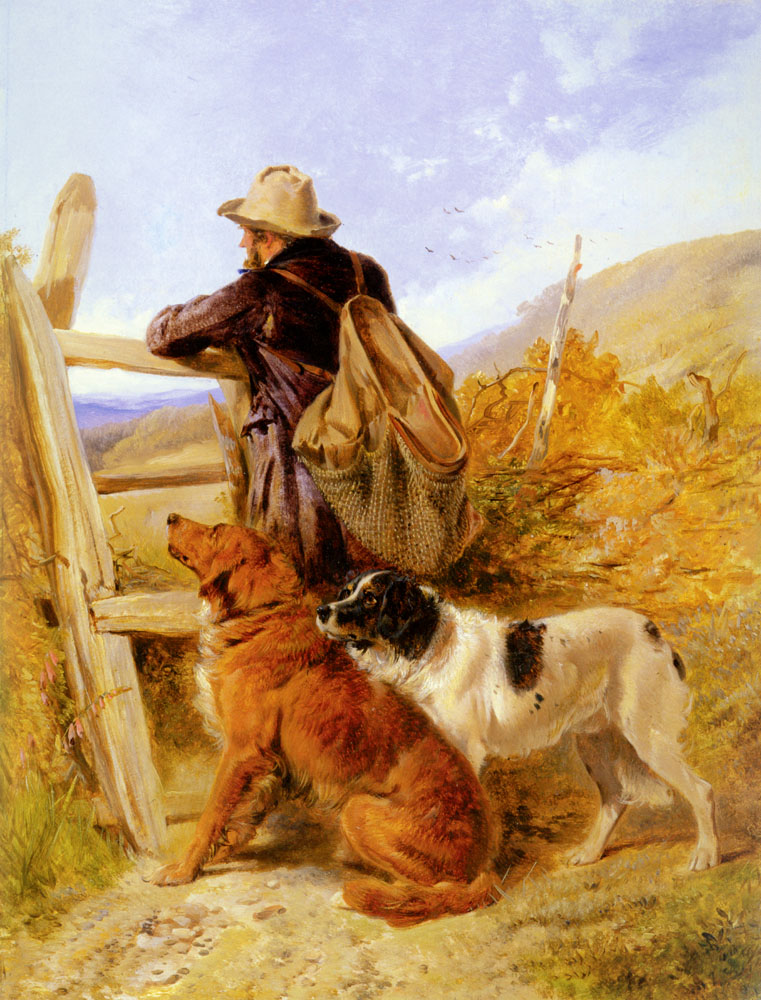
獵場看守——Richard Ansdell (1815 - 1885)

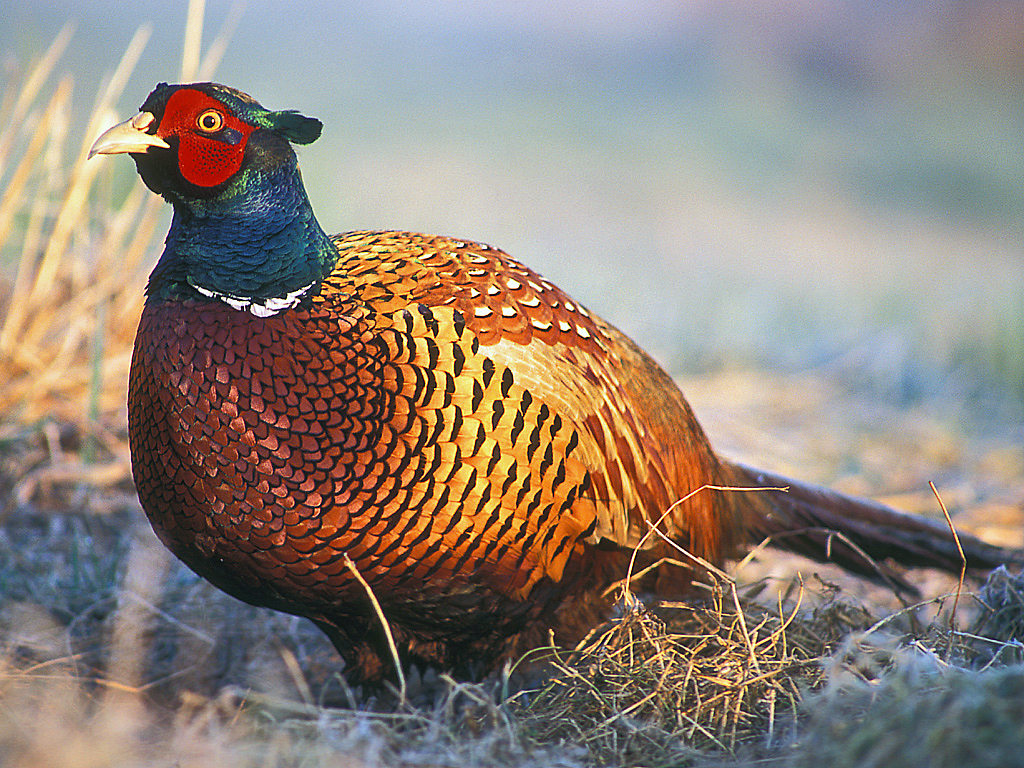
雉鸡——對獵場看守來說最重要的一種鳥類

獵場看守（英語：gamekeeper，簡稱：keeper）是一種爲了保證鄉村地區有足夠的獵物而設立的職位。獵場看守的職責範圍通常包括管理狩獵或者釣魚，他們會管理林地、高沼地、水道或者農田以保證其有足夠的獵鳥、鹿、魚和其他野生動物。
通常，獵場看守是由一個地主雇傭的，在英國通常是一個田莊擁有者。其目的是防止偷獵、養殖獵鳥、控制獵鳥的天敵（例如紅狐）和管理獵場生態使其宜於狩獵等。

## 英國
目前英國約有5,000名獵場看守，20世紀初則大概有現在的兩倍。獵場看守有一些變種職業：
- 低地看守（Lowland keeper）：: 養殖雉雞、松雞以及管理低地生態。
- 高地看守（Upland keeper）：管理高沼地和高地的赤松雞。
- 鹿群追蹤者（Stalker）：專門追索鹿群，這一職業主要出現在蘇格蘭高地。
- 河流看守（River keeper）：或稱Gillie，管理河流，例如保護斯佩河裡的棕鱒和大西洋鮭魚。

獵場看守對鄉村保護起著重要的作用，三分之二的英國鄉村土地都是用作狩獵的。狩獵相關工業創造了巨額收入，其中一部份被有做狩獵后的保護工作。
反殘酷運動聯盟估計在英國每天都有12,300野生哺乳類動物死於狩獵，獵場看守在其中扮演了重要角色。另一方面，狩獵工業卻說獵場看守對鄉村地區的野生動物保護功不可沒。國家獵場看守組織宣稱獵場看守保護的英國鄉村地區是自然保護區和國家公園的九倍。
皇家鳥類保護協會強烈譴責在一些狩獵區對猛禽的毒害。這可能是關於獵場看守的最有爭議的話題之一。不過相對於其流行期，現在的情況已經好得多了，這要歸功於人們對猛禽在生態環境中作用瞭解的提高，同時也和很多狩獵團體被定罪有關。

### 蘇格蘭獵場看守協會

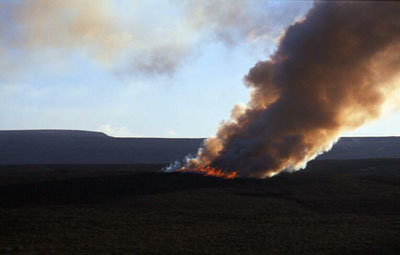
對石楠屬植物的控制燃燒，這也是獵場看守要做的事情之一。

1997年，經過連月來媒體對獵場看守的抨擊，蘇格蘭獵場看守協會（Scottish Gamekeepers Association，簡稱SGA）成立其目的是提高獵場看守的工作質量以及教授相關法律知識、訓練獵場管理。SGA的第一任主席是亞曆克斯·霍格（Alex Hogg），一位來自蘇格蘭的獵場看守。

### 國家獵場看守組織
1997年，國家獵場看守組織（The National Gamekeepers Organisation，簡稱：NGO）成立，其原因大致和SGA相同，此外他們也認為有必要改變獵場看守在當時的狩獵協會中微弱的地位。現在它大約有15,000名會員。
國家獵場看守組織運營著與訓練獵場看守的相關產業，同時也是第一個對歐盟野味肉衛生相關立法做出反應的組織，它為有進過經驗的獵場看守們提供英國食品管標準局批准的相關課程。
國家獵場看守的第一任主席是Lindsay Waddell，一名獵場看守。

## 訓練
現在一些英國學院提供關於獵場看守的課程。英格蘭坎布里亚郡Newton Rigg的狩獵與野生動物北部學院（Northern School of Game and Wildlife）是其中之一。
愛姆伍德學院是蘇格蘭的主要教授獵場看守的學院。

## 相關創作
- 《莫瑞斯》中的Alec Scudder，E·M·福斯特。
- 《查泰萊夫人的情人》中的Mellors，D·H·勞倫斯。
- 哈利·波特系列中的魯霸·海格被阿不思·鄧不利多教授特封為「霍格華茲獵場看守人」。
- 《金銀島》中的Tom Redruth，羅伯特·路易斯·史蒂文森。
- 電視劇雀起鄉到燭鎮中的Phillip White。
- 英國廣播公司第4電臺的許多肥皂劇中都有獵場看守的形象，例如：阿徹一家。
- 《Hautot and His Son》中的Joseph，居伊·德·莫泊桑。
- 阿瑟·柯南·道爾作品《博斯科姆比溪谷秘案》。
- 《007：大破天幕殺機》中的Kincade。

## 外部連結
- 作為一種職業的獵場看守 - BASC
- 國家獵場看守組織 （页面存档备份，存于）